# ویلیج پیپل
ویلیج پیپل (انگلیسی: Village People) گروه موسیقی آمریکایی سبک دیسکو است. آن‌ها برای پوشیدن لباس‌های محلی که کلیشه‌های مردانهٔ آمریکایی را نشان می‌دهد، همچنین برای موسیقی گیرا و متن ترانه‌های وسوسه‌آمیزشان شناخته می‌شوند. این گروه در اصل به وسیلهٔ ژاک مرالی و هنری بلورو برای جذب شنوندگان همجنس‌گرای موسیقی دیسکو پایه‌گذاری شد. آن‌ها شخصیت‌های مورد علاقهٔ همجنس‌گرایان را انتخاب کردند و خیلی زود به موفقیت رسیدند. نام آن‌ها از دهکده گرینویچ نیویورک گرفته شده است که در آن زمان برای شمار زیاد همجنس‌گرایانش شناخته می‌شد.
«وای.ام.سی.ای» موفق‌ترین ترانهٔ ویلیج پیپل است.